# Bibliothèque royale (Pays-Bas)
Pour les articles homonymes, voir Bibliothèque royale.

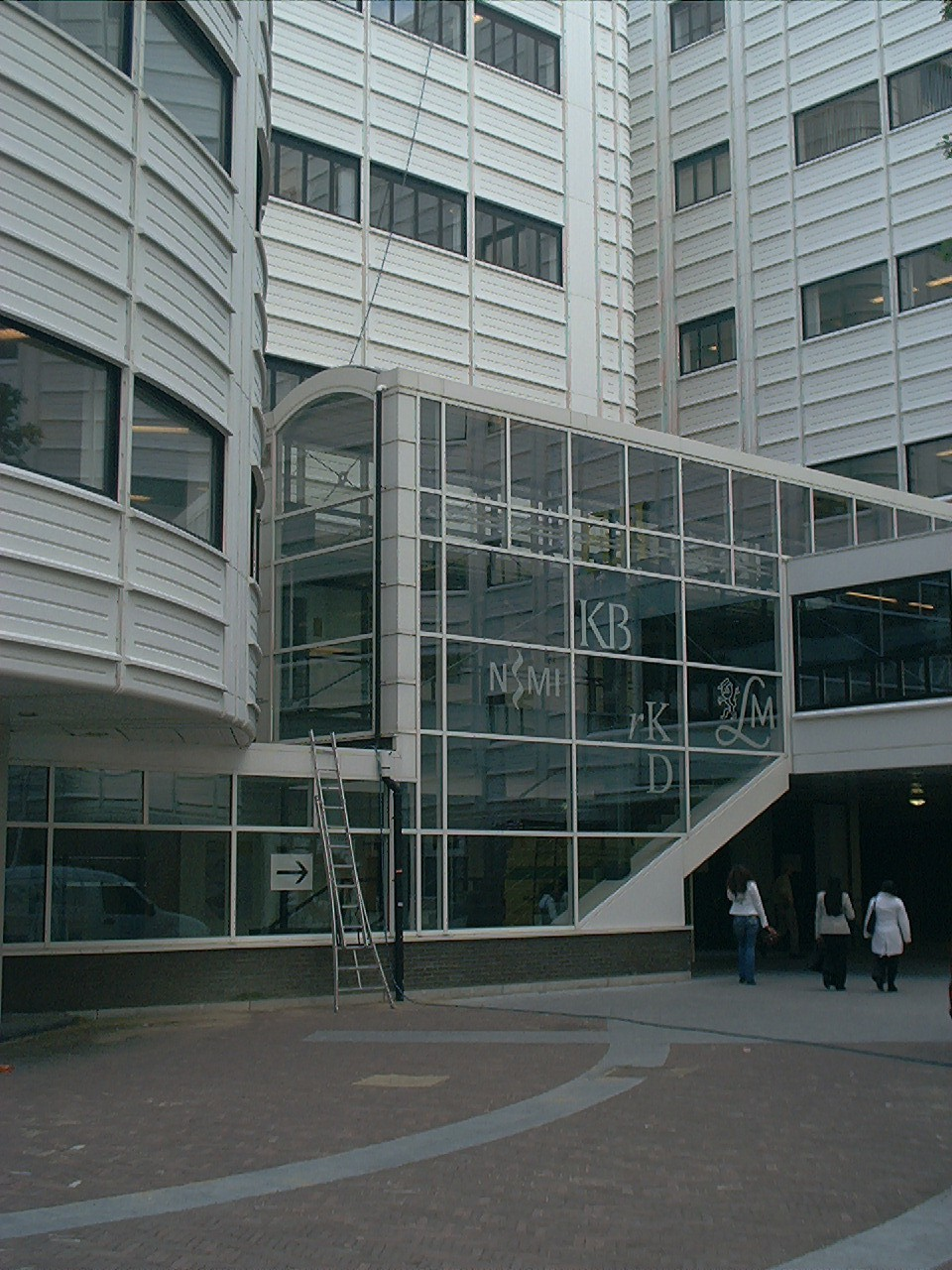
L'entrée de la Bibliothèque royale

La Bibliothèque royale (en néerlandais : Koninklijke Bibliotheek, abrégé en KB) est la bibliothèque nationale des Pays-Bas, située à La Haye. En 2020, le nom a été changé en KB, nationale bibliotheek (KB, bibliothèque nationale).

## Histoire

### Création
C’est le stathouder Guillaume V d'Orange-Nassau qui jette involontairement les bases de la bibliothèque. En 1798, le Corps représentatif de la République batave décide de faire une bibliothèque nationale de l’ancienne bibliothèque privée des stadhouders. Initialement, la Bibliothèque nationale était installée dans quelques pièces de l'ancienne aile du stathouder sur le Binnenhof. Il en est à l’époque de même du Mauritshuis – musée national créé à partir des collections privées du stadhouder – et du Koninklijk Penningkabinet – leurs collections de monnaies et médailles.
Il ne s’agit cependant pas de l’ensemble de la bibliothèque des Orange-Nassau car la plus grande partie de cette dernière avait été dispersée à l’époque de Guillaume V et des pertes s’ajoutèrent lors de l’occupation française.
Le premier bibliothécaire est le français Charles Sulpice Flament, prêtre catholique réfractaire ayant de ce fait quitté la France.

### La bibliothèque royale
La nouvelle bibliothèque nationale devient royale (koninklijk) en 1806 sous Louis Bonaparte, frère de Napoléon Bonaparte qui le nomme roi de Hollande sous le nom de Louis Napoléon Ier (1806-1810). C’est également à cette époque que commencent les acquisitions majeures. En 1807, la bibliothèque achète la collection de l’avocat Joost Romswinckel, originaire de Leyde. Soit près de 24 000 volumes, principalement sur l’histoire des Pays-Bas et 10 000 cartes.
En 1809, elle achète la collection d’incunables et de manuscrits de Jacob Visser, procureur du gouvernement : cette collection privée forme la base du fonds d’incunables de la KB.
En 1815, le congrès de Vienne crée le royaume uni des Pays-Bas formé de la république des Provinces-Unies (actuel royaume des Pays-Bas) et des anciens Pays-Bas autrichiens (l'actuel royaume de Belgique).
Guillaume Ier, nouveau roi des Pays-Bas, prend lui-même un grand intérêt dans le développement des collections, qui voient leur importance constamment grandir sous son règne. Il achète notamment l’importante bibliothèque de Georges-Joseph Gérard, secrétaire de l’Académie de Bruxelles qu'il avait remise sur pied après sa suppression à l'époque de la domination française, pour en faire don à la KB. Il obtient le retour d’un grand nombre de livres emmenés par les Français quelques décennies plus tôt. Enfin, il fait entrer à la KB une partie de la bibliothèque des Orange-Nassau, alors conservée en Allemagne.
La bibliothèque à partir de 1807 se trouvait alors au Mauritshuis. L’ensemble de ces acquisitions fait que ce lieu est bientôt trop petit : en 1819, les livres et le cabinet des médailles doivent déménager pour un nouveau bâtiment, situé au 34 Lange Voorhout. L’hôtel a été construit pour Adriana Huguetan par l’architecte français Daniel Marot en 1733. Il a servi de palais pour plusieurs membres de la famille royale au début du XIXe siècle. Le nouveau bâtiment est inauguré en 1821 et demeure le siège de la KB jusqu’en 1982.

### Deux siècles d'acquisitions
Les acquisitions reprennent alors de plus belle. Le gouvernement achète les imprimés de l’abbaye de Tongerlo en Belgique, dont les chanoines avaient été expulsés et les biens confisqués par le pouvoir révolutionnaire français (1796). (Les manuscrits sont eux conservés à Bruxelles).
En plus de ces fonds cohérents, des ouvrages exceptionnels entrent au coup par coup : une bible historiée (peut-être du monastère des Chartreux d’Utrecht (v. 1430)) en 1829 ; en 1830, un des plus beaux manuscrits de la bibliothèque, de Oud-bisschoppelijke Klerezij à Utrecht : l'évangéliaire d'Egmond, avec des miniatures qui figurent parmi les premiers témoins de la peinture néerlandaise.
Le bibliothécaire originel, Charles Flament, meurt en 1835, à l’âge de 77 ans. Son successeur, J.W. Holtrop, travaille surtout au signalement et à la description des ouvrages les plus anciens. Il publie en 1856 le catalogue des incunables et en 1868 le célèbre Monuments typographiques des Pays-Bas au quinzième siècle. Il s’agit là de travaux pionniers, qui ont contribué à dater et à identifier de nombreuses éditions. En 1856, la collection de cartes géographiques fut cédée, à la demande du ministre de l'Intérieur, au ministère de la Guerre. En 1921-1923, elle était conservée aux Archives nationales.
Un des plus importants accroissements de cette époque est le don du baron W.H.J. van Westreenen van Tiellandt, mort en 1848. Il lègue également une collection d’antiquités égyptiennes, grecques et romaines, ce qui fait du bibliothécaire de la KB le directeur du nouveau musée Meermanno-Westreenianum, qui ouvre en 1852. Cette activité amène la bibliothèque à s’intéresser aux problématiques de l’exposition de documents. Ainsi, dans les années 1950, le directeur Brummel acheta de nombreux ouvrages de bibliophilie contemporaine afin d’ouvrir un Musée du livre au sein du musée Meermanno-Westreenianum (1960). Bien que le musée ait pris de plus en plus d’autonomie, ses liens avec la bibliothèque restent aujourd’hui encore très forts.
Pendant la seconde moitié du XIXe siècle, de nouvelles collections privées sont acquises. En 1870, elle reçoit 3 500 livres et 40 manuscrits de la bibliothèque du poète Adriaan Bogaers. En 1871, la bibliothèque achète la bibliothèque du Dr A. van der Linde, entre autres consacrée aux échecs : cette collection (environ 40 000 articles), mêlée à celle du Dr M. Niemeijer, acquise en 1948, forme une des plus importantes collections mondiales sur cette thématique. En 1887, Pieter Jan Baptist Carel Robidé van der Aa déclare par testament que sa collection de plus de 3 500 livres et autres documents (principalement géographiques) - dont l'Atlas Van der Hagen - serait offerte à la Koninklijke Bibliotheek. Au début du XXe siècle, le directeur W.G.C. Byvanck achète plus d’une centaine de livres d’heures et de dévotion pour enrichir le fonds déjà existant. Puis le fonds de reliures d’A.W.M. Mensing est acquis en 1909 afin d’enrichir le fonds des stadhouders.
Au début du XXe siècle, des thèmes encore peu couverts sont l’objet d’un intérêt nouveau, ce qui amène des acquisitions importantes. En 1933 la Koninklijke Bibliotheek achète la meilleure partie de la bibliothèque musicale de D.F. Scheurleer. Il en est de même de la littérature populaire avec la collection F.G. Waller en 1937. Les collections de livres pour la jeunesse sont complétées par des achats à la bibliothèque publique de La Haye en 1944.
La KB conserve également de nombreux fonds en dépôt permanent. L’un des plus importants est la collection de manuscrits et de livres anciens de l'Académie royale d'arts et de sciences (1937).
Pendant les années 1930-1950, la KB acquiert de nombreux papiers d’écrivains, peintres, compositeurs et poètes comme Willem Kloos (1939), Willem Witsen (1945), Hendrik Marsman (1948) ou Willem Pijper (1950). La plus importante des donations des années 1950 est celle du Dr M.R. Radermacher Schorer, comptant plus de 4 000 volumes sur la littérature néerlandaise et le livre : comme l’avait souhaité le donateur, ces collections forment maintenant le cœur du Musée du livre (Museum van het Boek). Elle recueille également les archives de maisons d’édition (comme Martinus Nijhoff en 1991). Les amis de la Koninklijke Bibliotheek apportent également leur soutien à l’acquisition de volumes.
La collection Koopman a été léguée à la KB en 1968 par l'ingénieur Louis J. Koopman (1887-1968). Il poursuit la collection de sa fiancée Anny Antoine (1897-1933), décédée jeune. Grâce à la Fondation Fonds Anny Antoine/Louis Koopman, la collection d'œuvres littéraires continue de s'enrichir de nouvelles acquisitions. La Collection Koopman (environ 10 300 livres et plusieurs centaines de manuscrits, épreuves et esquisses) se compose principalement d'œuvres littéraires et de livres d'artistes français du XIXe siècle, dont des 1ères éditions, des exemplaires de commande, des éditions spécialement conçues et des éditions typographiquement spéciales, avec une collection de lettres et manuscrits d'auteurs littéraires français. Il contient de nombreux livres d'artistes des XXe et XXIe siècles, notamment de Pablo Picasso, Henri Matisse, Jean Capdeville, Bertrand Dorny et Didier Mutel.
Le conservateur Jan Storm van Leeuwen a présenté la collection de bandes dessinées au début des années 1970. La KB possède actuellement l'une des plus grandes collections des Pays-Bas avec une collection d'environ 40 000 bandes dessinées.
En 1982, la bibliothèque s'installe dans de nouveaux locaux, à proximité de la gare centrale de La Haye, des archives nationales et des ministères.

### Dépôt des publications néerlandaises (Depot van Nederlandse Publicaties)
Malgré de nombreuses tentatives des comités précédents et du 'Studiecommissie Wettelijk Depot' (Comité d'étude sur le dépôt légal), un dépôt légal n'a pas été établi. C'est pourquoi la KB a lancé un Dépôt Volontaire des Publications Néerlandaises le 1er janvier 1974. Enfin, en 1984, le ministre a répondu aux questions de la Chambre des représentants qu'un dépôt légal n'était pas requis, car l'introduction d'un dépôt obligatoire serait inutile. En 1985, par décret pris en Conseil des ministres, les départements et institutions de l'État et les institutions subventionnées par l'État ont été obligés de remettre un exemplaire gratuit de leurs publications à la KB. La KB aspire à une collection néerlandaise aussi complète que possible de livres, magazines et cartes géographiques publiés aux Pays-Bas, écrits à l'étranger par des Néerlandais ou traitant des Pays-Bas, sous forme imprimée ou numérique. Les partitions (car le volume de publications par an était trop grand pour être traité au sein du Dépôt) et les livres en braille (afin de ne pas retirer inutilement des exemplaires des bibliothèques pour aveugles) ont été exclus d'emblée. Initialement, les journaux locaux de porte-à-porte étaient également inclus, mais leur acquisition a été interrompue en 1992. Les informations sur les titres des publications sont incluses dans la bibliographie néerlandaise. En 1976, la direction éditoriale du Brinkman's Cumulatieve Catalogus van Boeken est reprise aux éditeurs Samsom-Sijthoff, lui conférant le statut de bibliographie nationale. La KB exerce la mission de dépositaire depuis 1974 et gère ainsi une partie du patrimoine culturel néerlandais. Afin de protéger les intérêts des ayants droit, les publications ne peuvent être consultées que localement, sauf si l'ayant droit consent à une consultation en ligne.

### Site

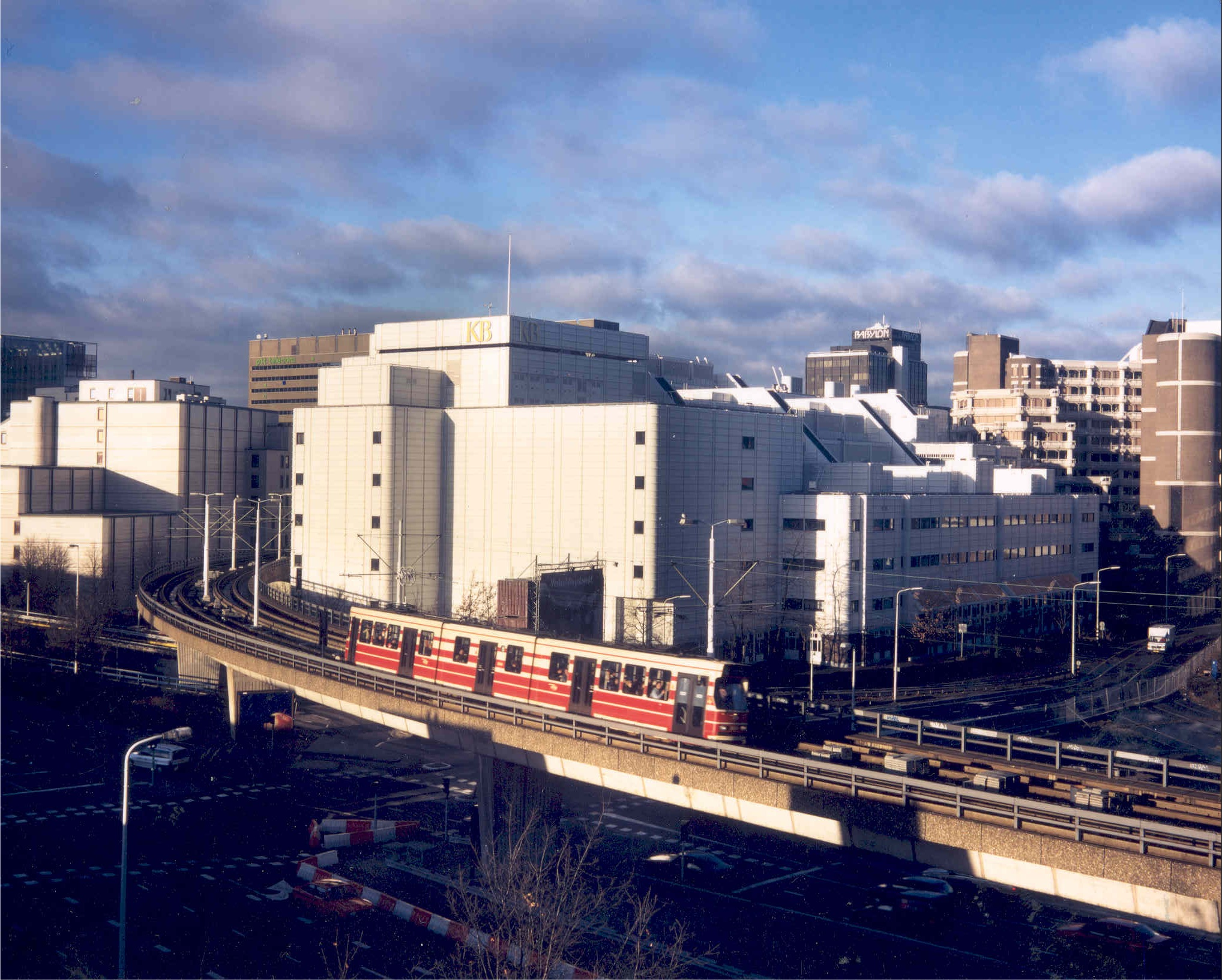
Complexe de bâtiments de la Bibliothèque royale, 2013

Depuis 1982, la bibliothèque est installée dans un bâtiment moderne du Prins Willem Alexanderhof à La Haye, à côté de la gare centrale de La Haye. L'ensemble du complexe comprend environ 55 000 m² net et environ 78 000 m² de surface brute (contenu brut 305 000 m³). Le bâtiment, qui se caractérise par 5 200 plaques d'aluminium blanc qui recouvrent les façades, avec des angles arrondis et des surfaces de façade en retrait, se dresse à côté des Archives nationales. Le bâtiment abrite également le Musée Littéraire, le Musée du Livre pour Enfants, RKD (Rijksbureau voor Kunsthistorische Documentatie, Institut Néerlandais d'Histoire de l'Art) et les bureaux d'Europeana, DEN (Patrimoine numérique Pays-Bas), LIBER (Ligue des bibliothèques européennes de recherche) et IFLA Fédération internationale des associations et institutions de bibliothèques. Le secrétariat du CDNL (Conference of Directors of National Libraries) est également logé dans le bâtiment KB.

### Les bibliothécaires

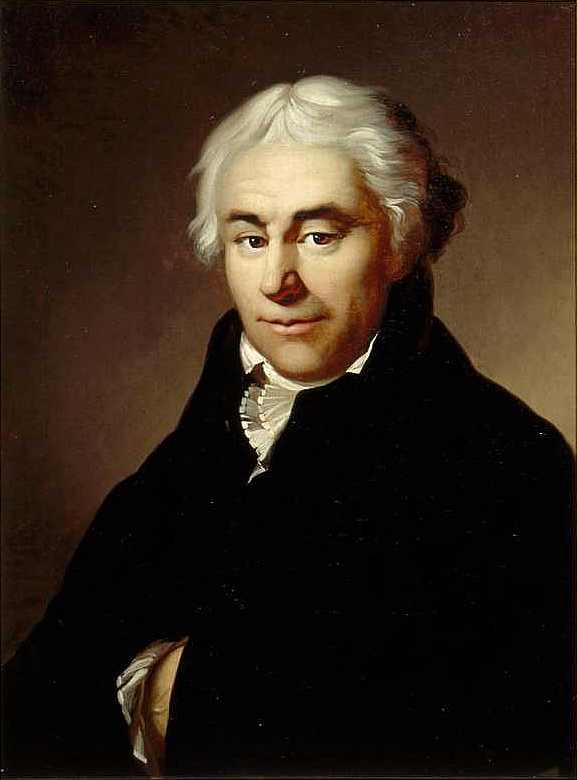
Charles Sulpice Flament (1758-1836)

- Charles Sulpice Flament (1798-1835)
- Johannes Willem Holtrop (1835-1868)
- Marijn Campbell (1868-1889)
- Th.C.L. Wijnmalen (1890-1895)
- Willem Byvanck (1895-1921)
- Philipp Christiaan Molhuysen (1921-1937)
- Leendert Brummel (1937-1962)
- Kees Reedijk (1962-1986)
- A.W. Willemsen et J. van Heijst (1987-1990)
- Wim van Drimmelen (1991-2008)
- Bas Savenije (2009-2014)
- Lily Knibbeler (2015-...)

## Missions et services
La mission du KB est d'acquérir, de cataloguer, de gérer et de mettre à disposition le patrimoine imprimé (y compris les variantes numériques modernes) des Pays-Bas et d'offrir ainsi à chacun aux Pays-Bas la possibilité de lire, d'apprendre et de faire des recherches. Elle dirige et coordonne également le monde des bibliothèques publiques conformément à la Wet stelsel openbare bibliotheekvoorzieningen (Loi sur les dispositions des bibliothèques publiques) (WSOB) de 2015.
La KB a une importante mission patrimoniale, en lien avec l’identité néerlandaise. Elle doit préserver et aider à la connaissance du patrimoine écrit et imprimé des Pays-Bas. Cela passe par plusieurs projets : 
- Le Short Title Catalogue Netherlands (STCN) est la bibliographie nationale rétrospective des Pays-Bas (1540-1800). Cette bibliographie scientifique recense l'ensemble de la production imprimée en néerlandais quel que soit le pays de production (sauf la Flandre) et les documents imprimés sur le sol des Pays-Bas actuels, quelle que soit leur langue (y compris les fausses adresses). Les collections de la plupart des grandes bibliothèques néerlandaises ont été spécialement cataloguées, ainsi que celles de certaines bibliothèques étrangères (entre autres la British Library). Le projet doit se clore en juin 2009.
- Bibliopolis est une base de données sur l'histoire du livre aux Pays-Bas.

## Organisation
En 1986, le ministre Wim Deetman a décidé de rendre la KB plus indépendante. Jusque-là, la KB relevait directement du ministère de l'Éducation et des Sciences. Le Conseil exécutif général à créer est désormais doté d'une direction générale avec le directeur de la bibliothèque.
La KB emploie environ 400 personnes (ETP) (2020) et possède un budget d'environ 53 millions d'euros.

## Galerie

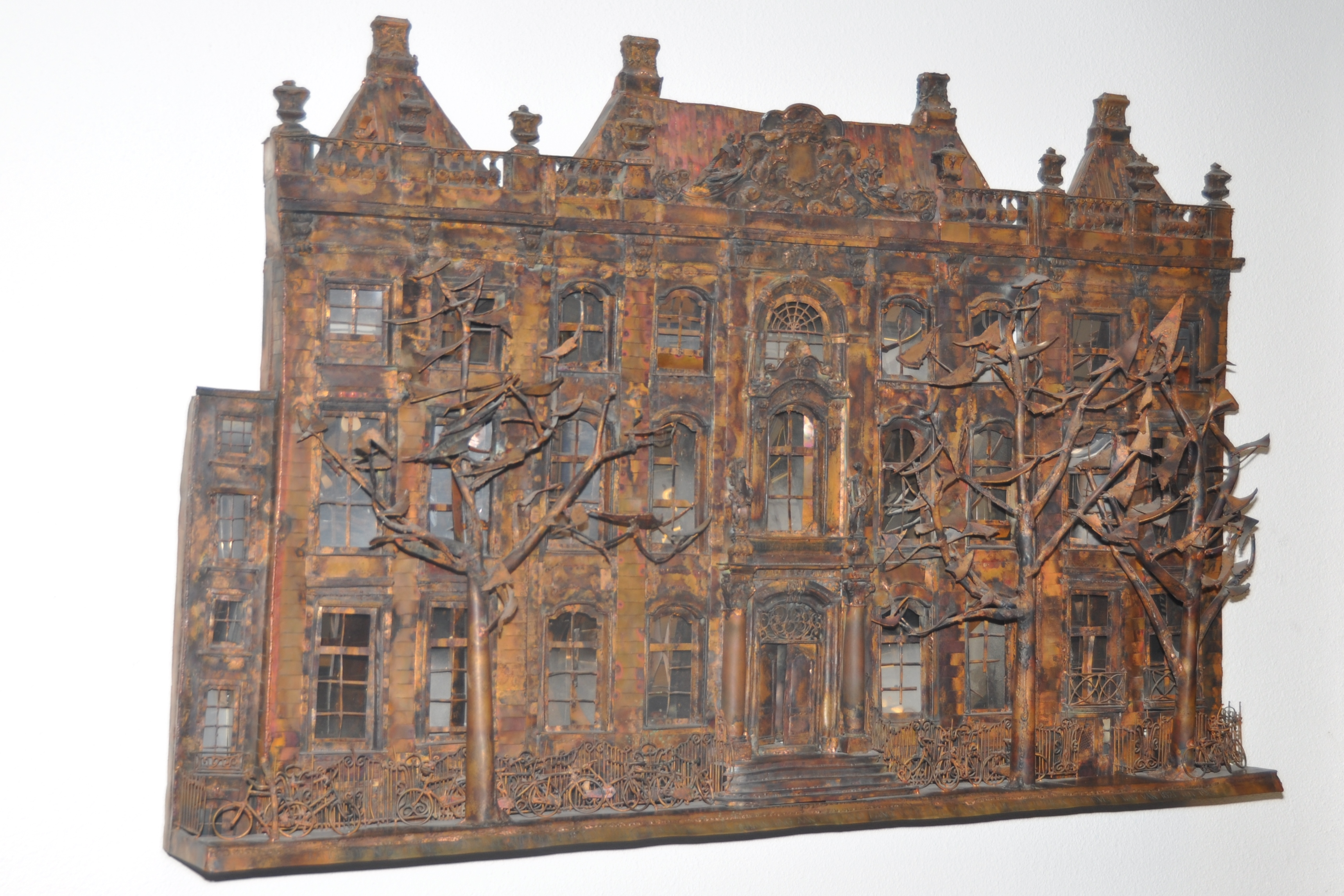
Sculpture de la façade de la Koninklijke Bibliotheek, 1821-1982, dans la salle de lecture du bâtiment actuel, 2014
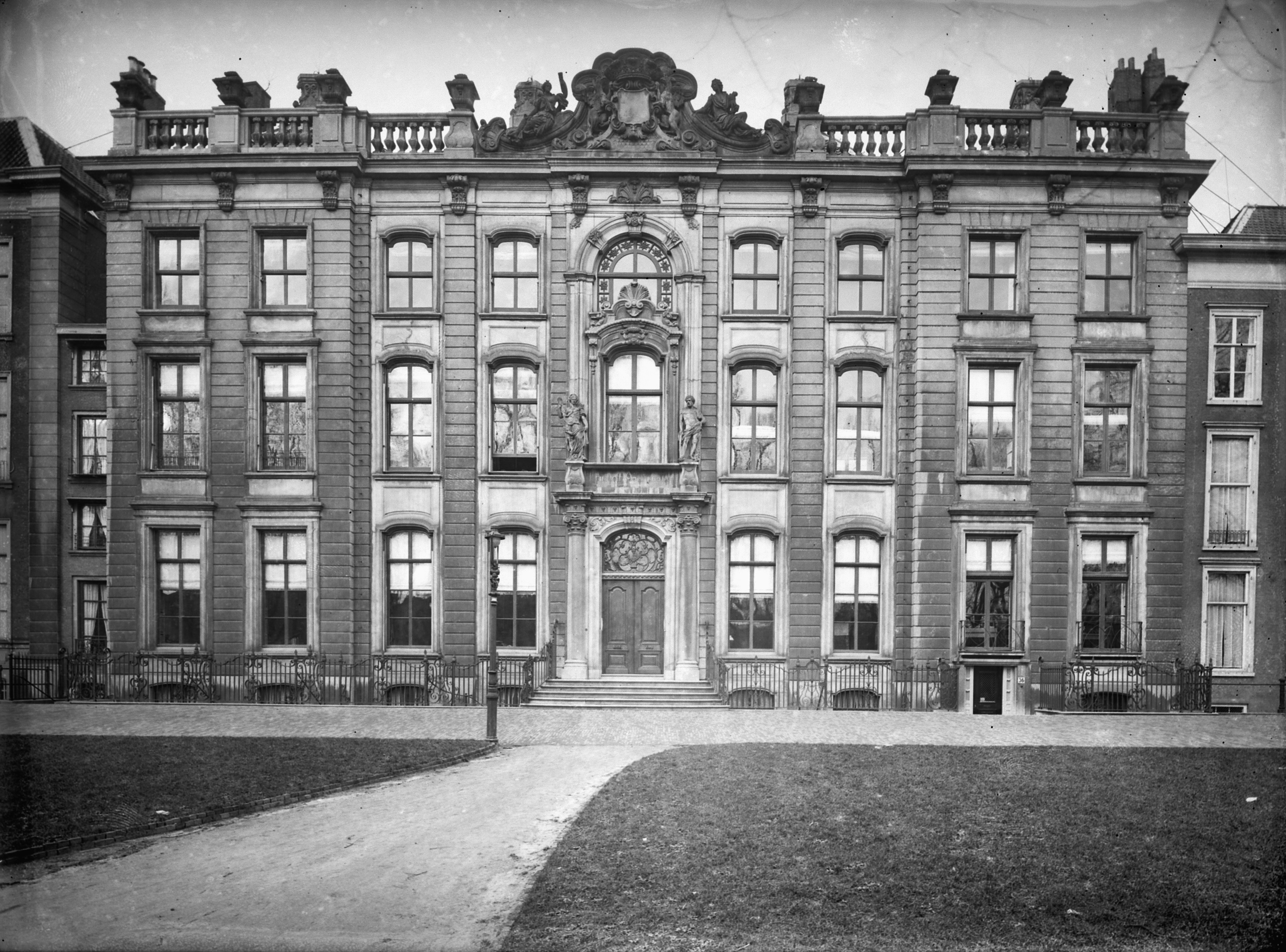
Façade de la KB sur le Lange Voorhout, janvier 1925
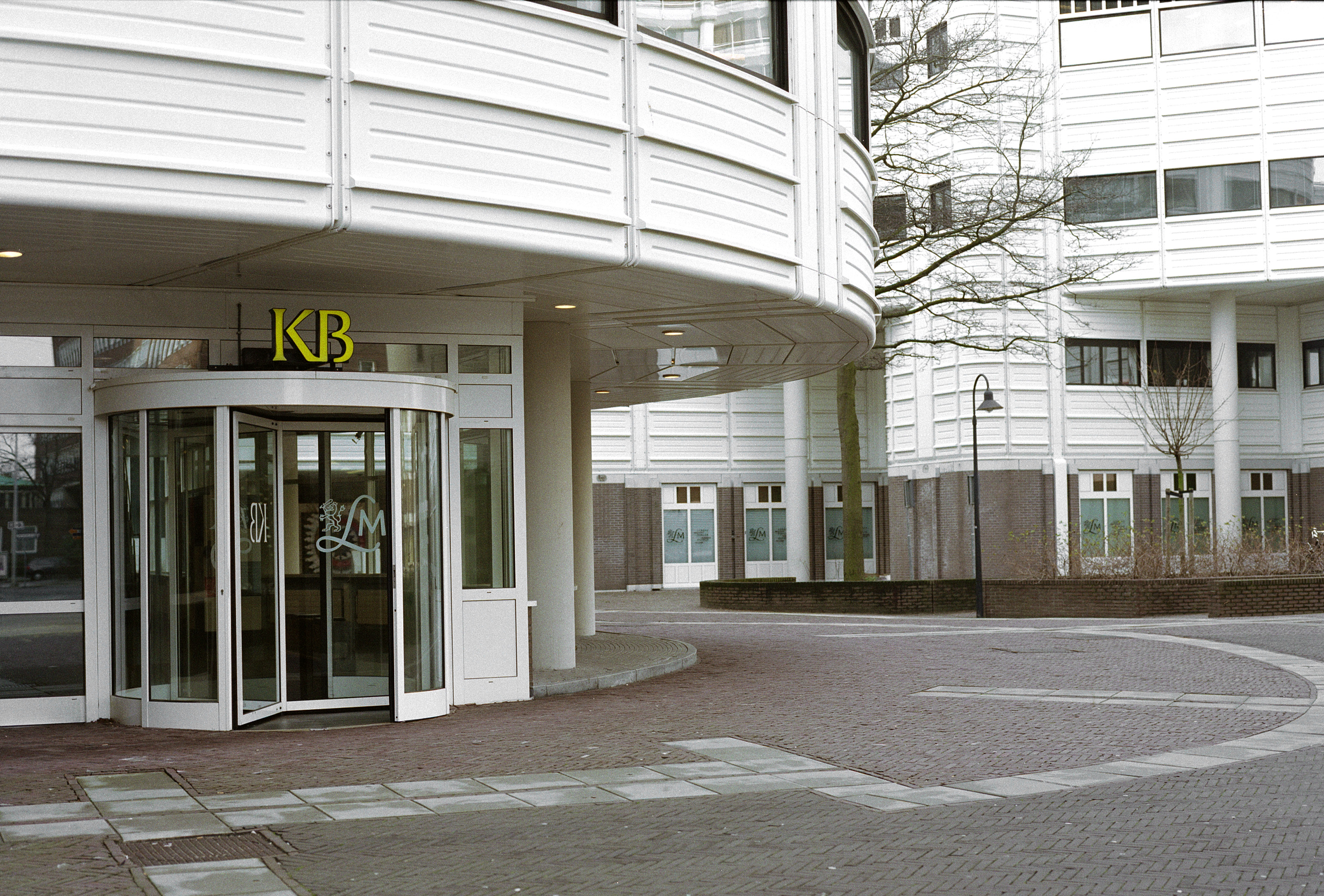
Entrée principale de la KB, 2007
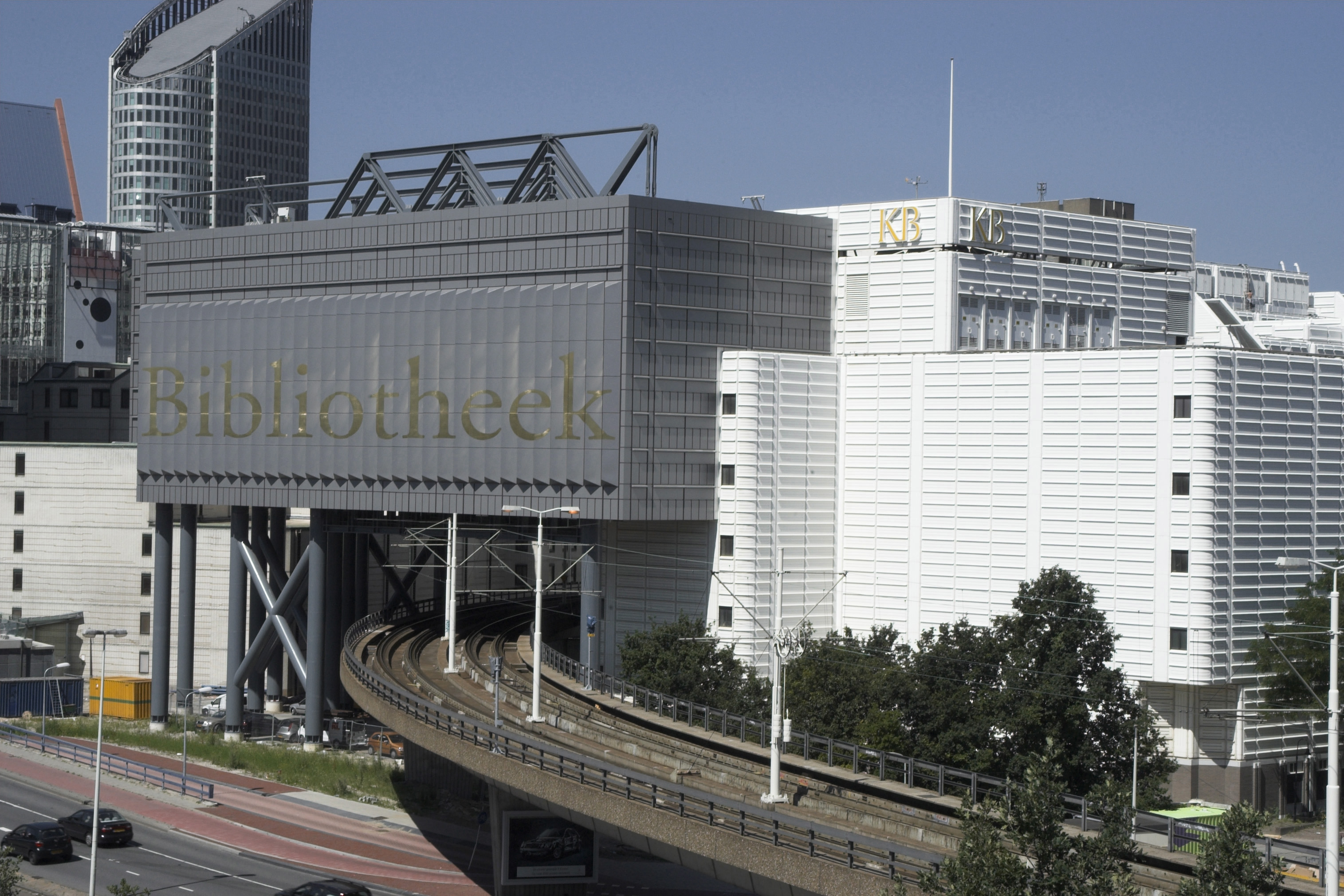
Arrière et magasins de la KB, 2009
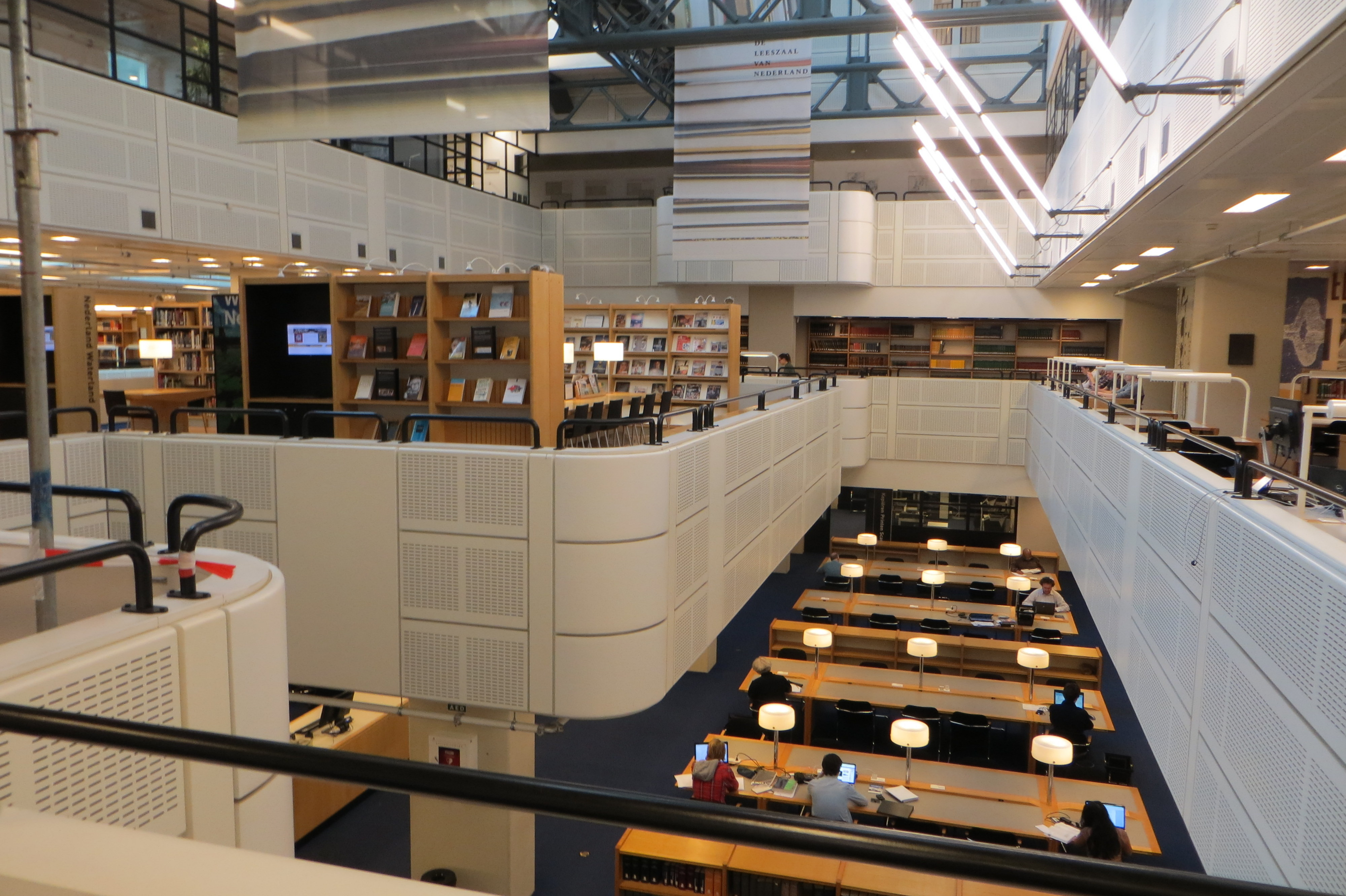
Salle de lecture KB, 2015
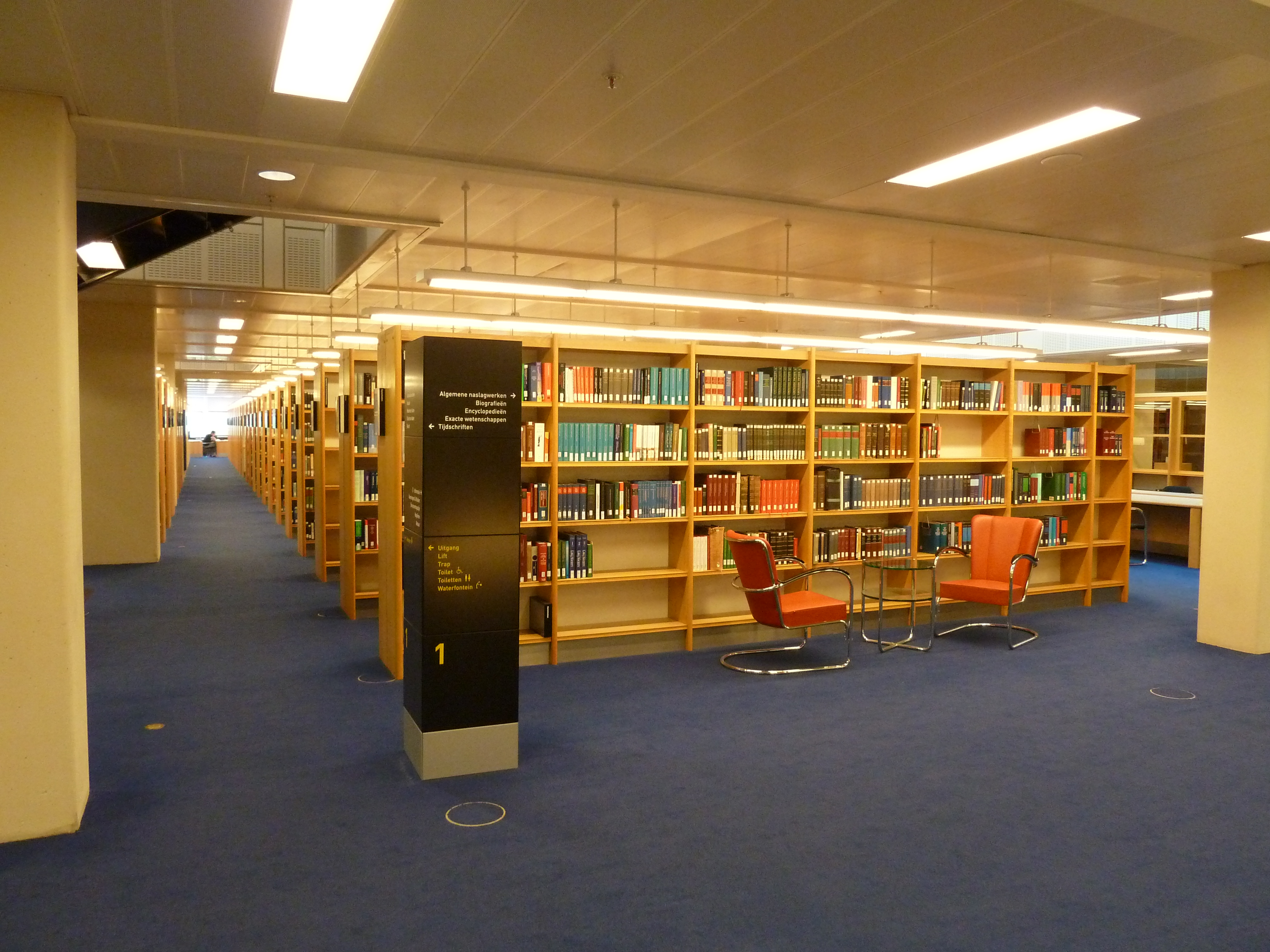
Salle de lecture de la KB, 2013
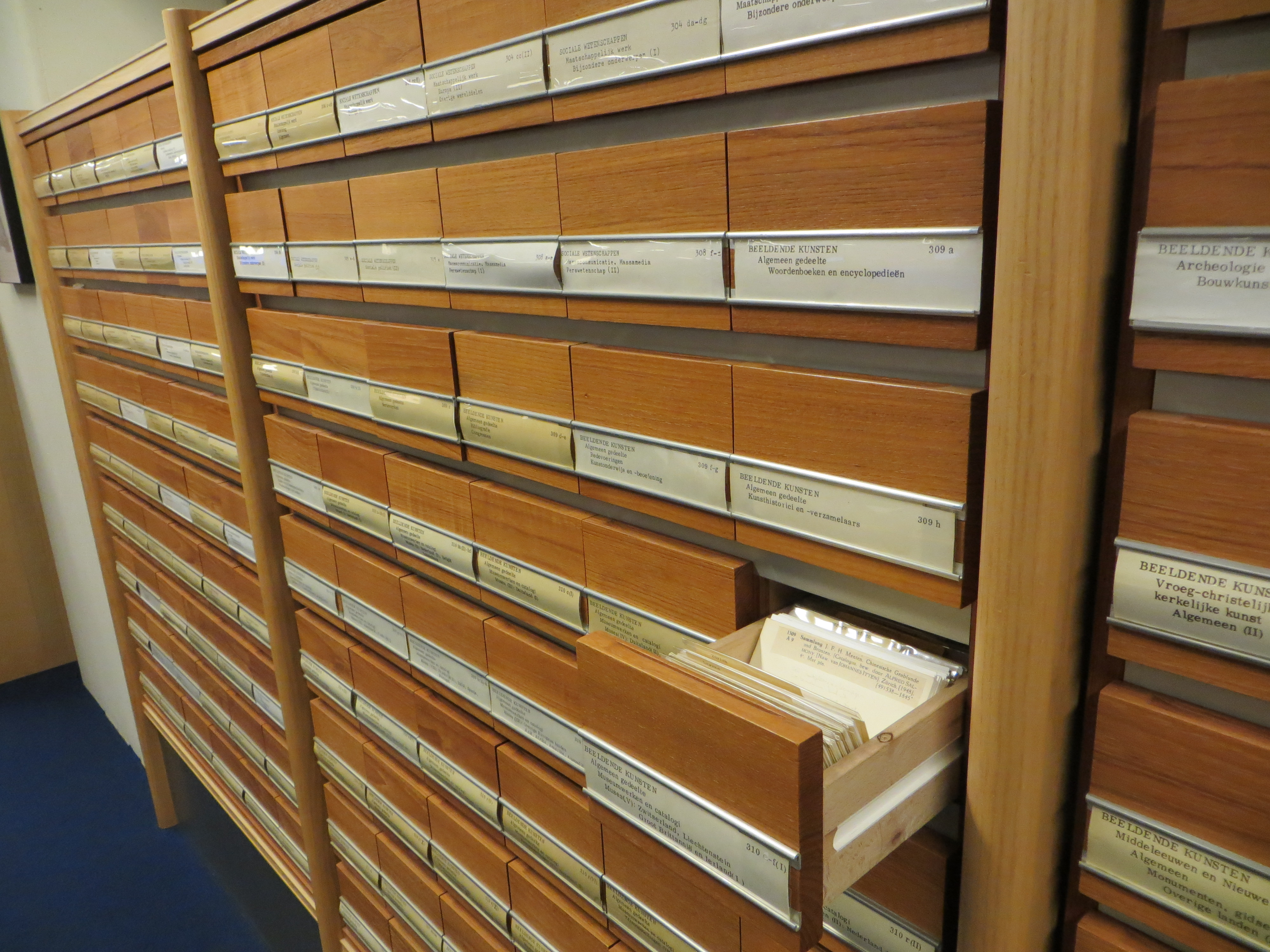
Ancien catalogue sur fiches de la KB, 2015
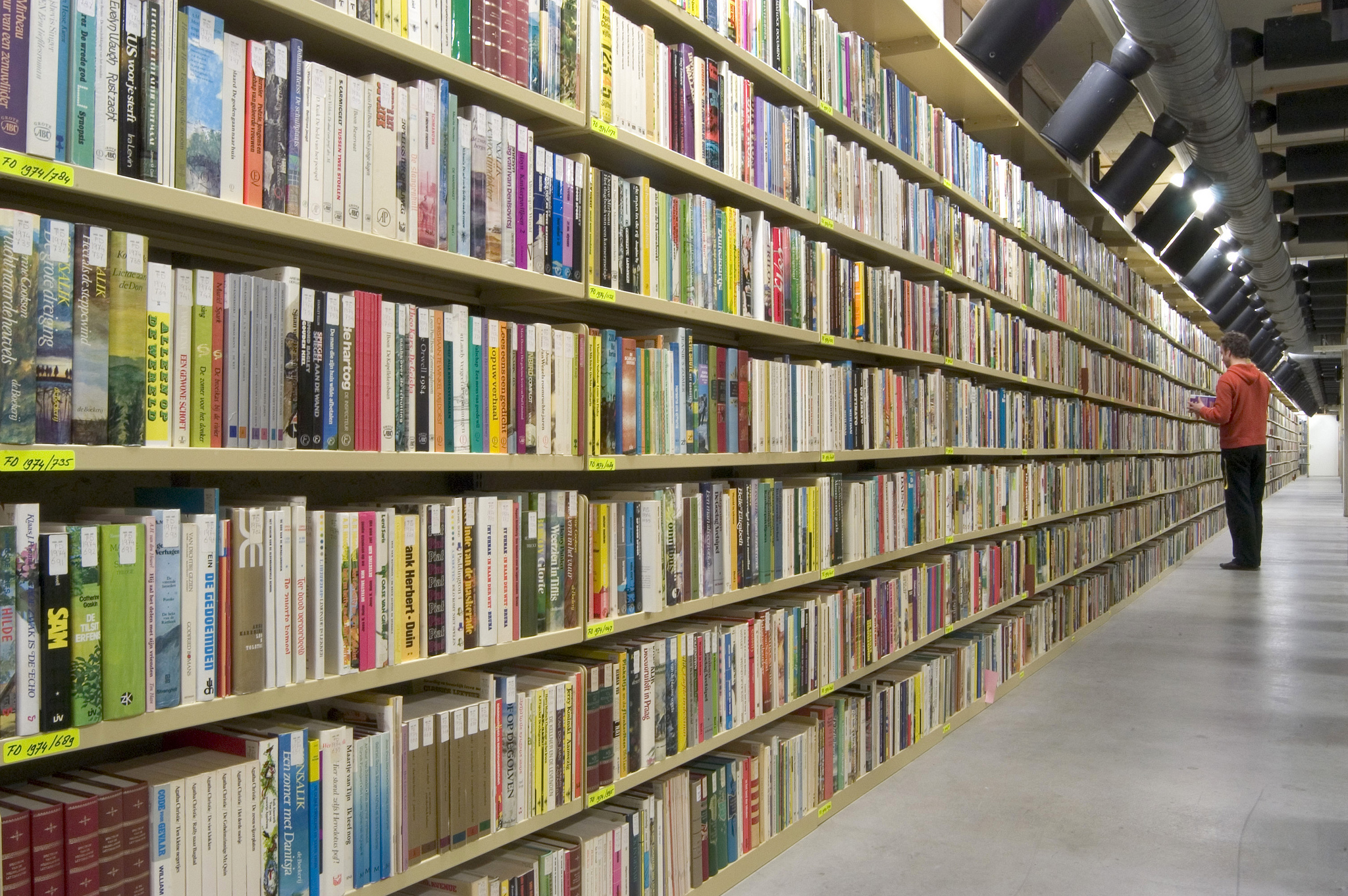
Magasins de la KB, 2009
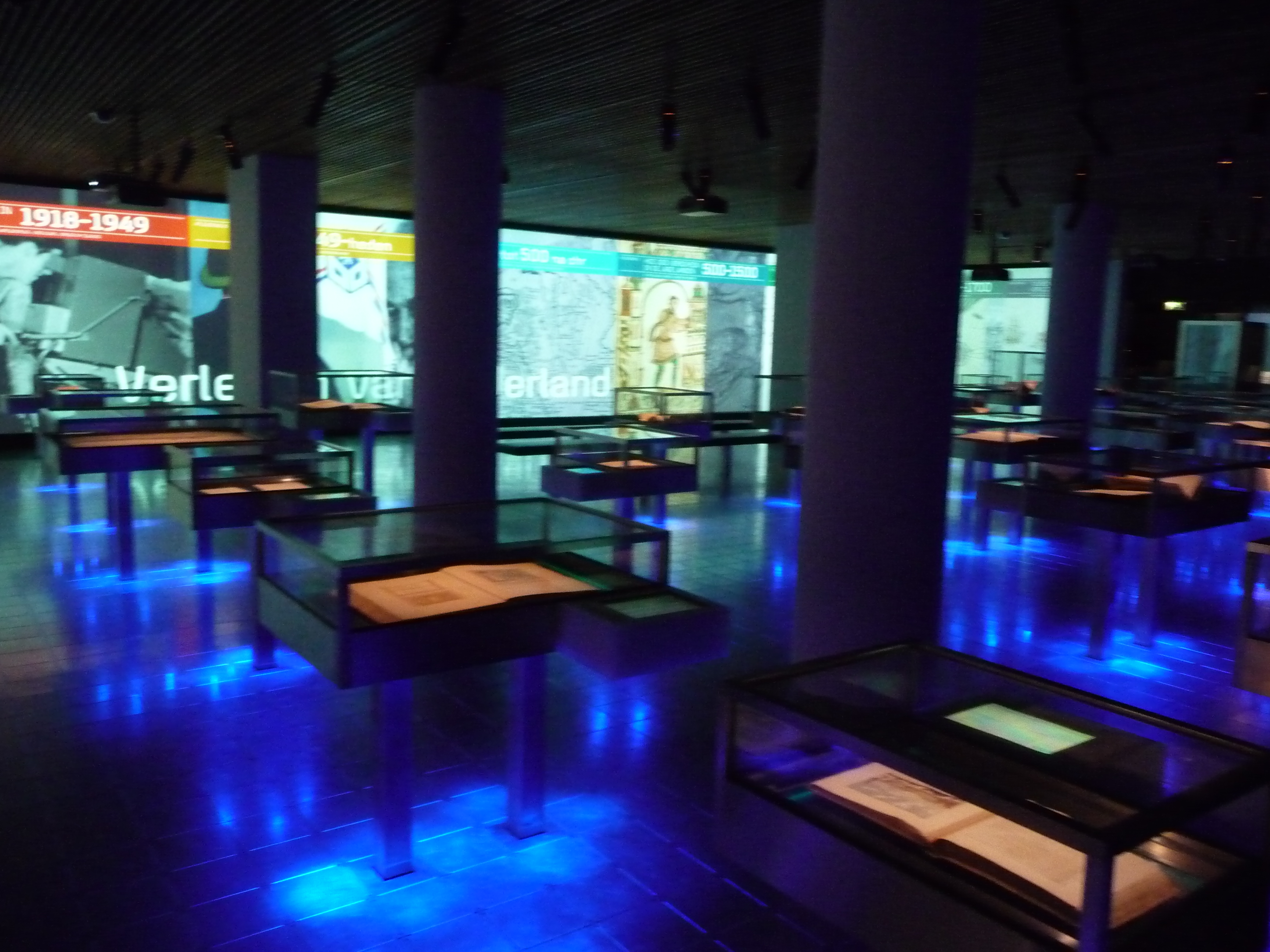
Espace d'exposition Chefs-d'œuvre de la KB, 2008
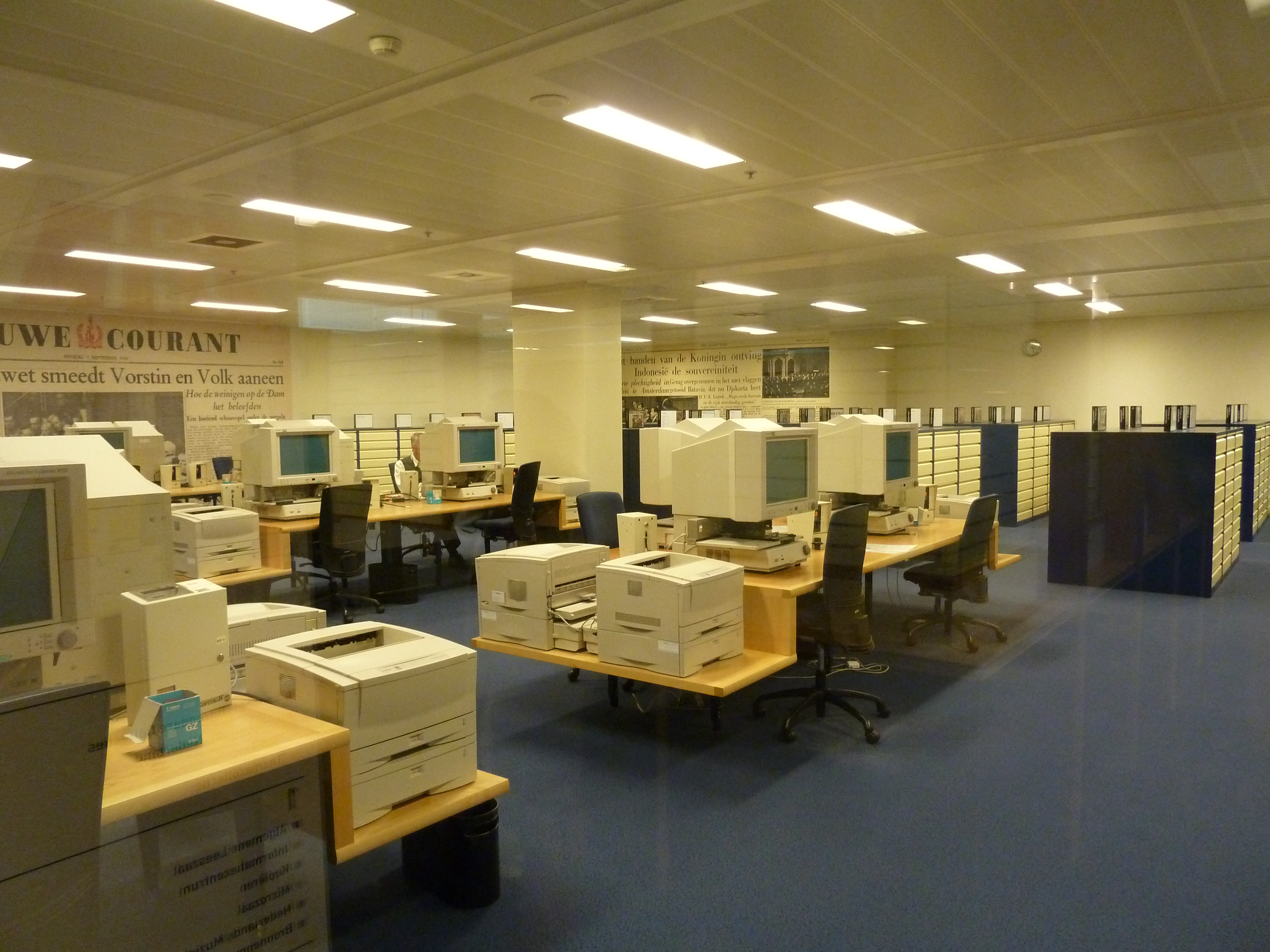
Espace microfiches et microfilms, 2013